# Efecto de red

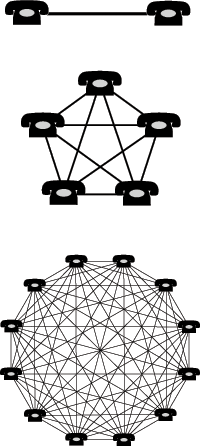
Diagrama que muestra el efecto de red en una red sencilla de teléfonos. Las líneas representan las llamadas potenciales entre teléfonos.

En economía, un efecto de red (también llamado externalidad de red o economías de escala del lado de la demanda) es el fenómeno por el cual el valor o la utilidad que un usuario obtiene de un bien o servicio depende del número de usuarios de productos compatibles. Los efectos de red suelen ser sistemas de retroalimentación positiva, por lo que los usuarios obtienen cada vez más valor de un producto a medida que más usuarios se unen a la misma red. La adopción de un producto por un usuario adicional puede descomponerse en dos efectos: un aumento del valor para todos los demás usuarios (efecto total) y también la mejora de la motivación de otros no usuarios para utilizar el producto (efecto marginal).
Los efectos de red pueden ser directos o indirectos. Los efectos directos de red surgen cuando la utilidad de un usuario dado aumenta con el número de otros usuarios del mismo producto o tecnología, lo que significa que la adopción de un producto por distintos usuarios es complementaria. Este efecto es independiente de los efectos relacionados con el precio, como el beneficio que obtienen los usuarios existentes como consecuencia de la disminución del precio a medida que se incorporan más usuarios. Los efectos directos de red pueden observarse en servicios de redes sociales como Twitter, Facebook, Airbnb, Uber y LinkedIn; dispositivos de telecomunicaciones como el teléfono; y servicios de mensajería instantánea como MSN, AIM o QQ. Los efectos de red indirectos (o entre grupos) surgen cuando hay «al menos dos grupos de clientes diferentes que son interdependientes, y la utilidad de al menos un grupo crece a medida que lo hace el otro o los otros grupos». Por ejemplo, el hardware puede aumentar su valor para los consumidores con el crecimiento del software compatible.
Los efectos de red suelen confundirse con las economías de escala, que describen la disminución de los costes medios de producción en relación con el volumen total de unidades producidas. Las economías de escala son un fenómeno común en industrias tradicionales como la manufacturera, mientras que los efectos de red son más frecuentes en las industrias de la nueva economía, sobre todo en las tecnologías de la información y la comunicación. Los efectos de red son la contrapartida por el lado de la demanda de las economías de escala, ya que funcionan aumentando la disposición a pagar de un cliente debido en lugar de disminuir el coste medio del proveedor.
Cuando se alcanza una masa crítica, puede producirse un efecto bandwagon. A medida que la red adquiere más valor con cada nuevo adoptante, más personas se ven incentivadas a adoptarla, lo que da lugar a un bucle de retroalimentación positiva. Los equilibrios múltiples y el monopolio de mercado son dos resultados potenciales clave en los mercados que presentan efectos de red. Las expectativas de los consumidores son fundamentales para determinar qué resultados se producirán.